# Sandro Veronesi
Sandro Veronesi (Florencia, 1 de abril de 1959) es un reconocido escritor italiano, que ha obtenido dos veces el Premio Strega, el principal galardón literario de su país: la primera, en 2006, por Caos calma y la segunda, en 2020, por El colibrí. el libro ha vendido más de 150.000 copias en Italia.

## Obra
- Il resto e il cielo, 1984
- Per dove parte questo treno, 1988
- Gli sfiorati, 1990
- Venite venite B-52, 1995
- La forza del passato, 2000
- Ring City, 2001
- No Man’s Land, 2003
- Caos calmo, 2005 — Caos calmo, trad.: Xavier González Rovira, Anagrama, 2008
- Brucia Troia, 2007.
- XY, 2010.
- Profezia, 2011 — Profecía, trad.: Xavier González Rovira, Anagrama, 2014
- Baci scagliati altrove, 2011
- Terre rare', 2014
- Non dirlo. Il Vangelo di Marco, 2015
- Il colibrì, 2019 — El colibrí, trad.: Juan Manuel Salmerón Arjona, Anagrama, 2020